# Cabussó encaputxat
El cabussó encaputxat (Podiceps gallardoi) és una espècie d'ocell de la família dels podicipèdids (Podicipedidae) que habita llacs del sud de l'Argentina.